# Nampeyo

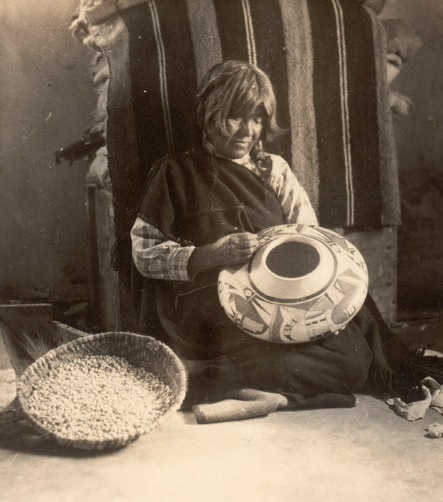
Nampeyo mit einem ihrer durch die Sikyatki-Funde inspirierten Gefäße etwa 1908–1910

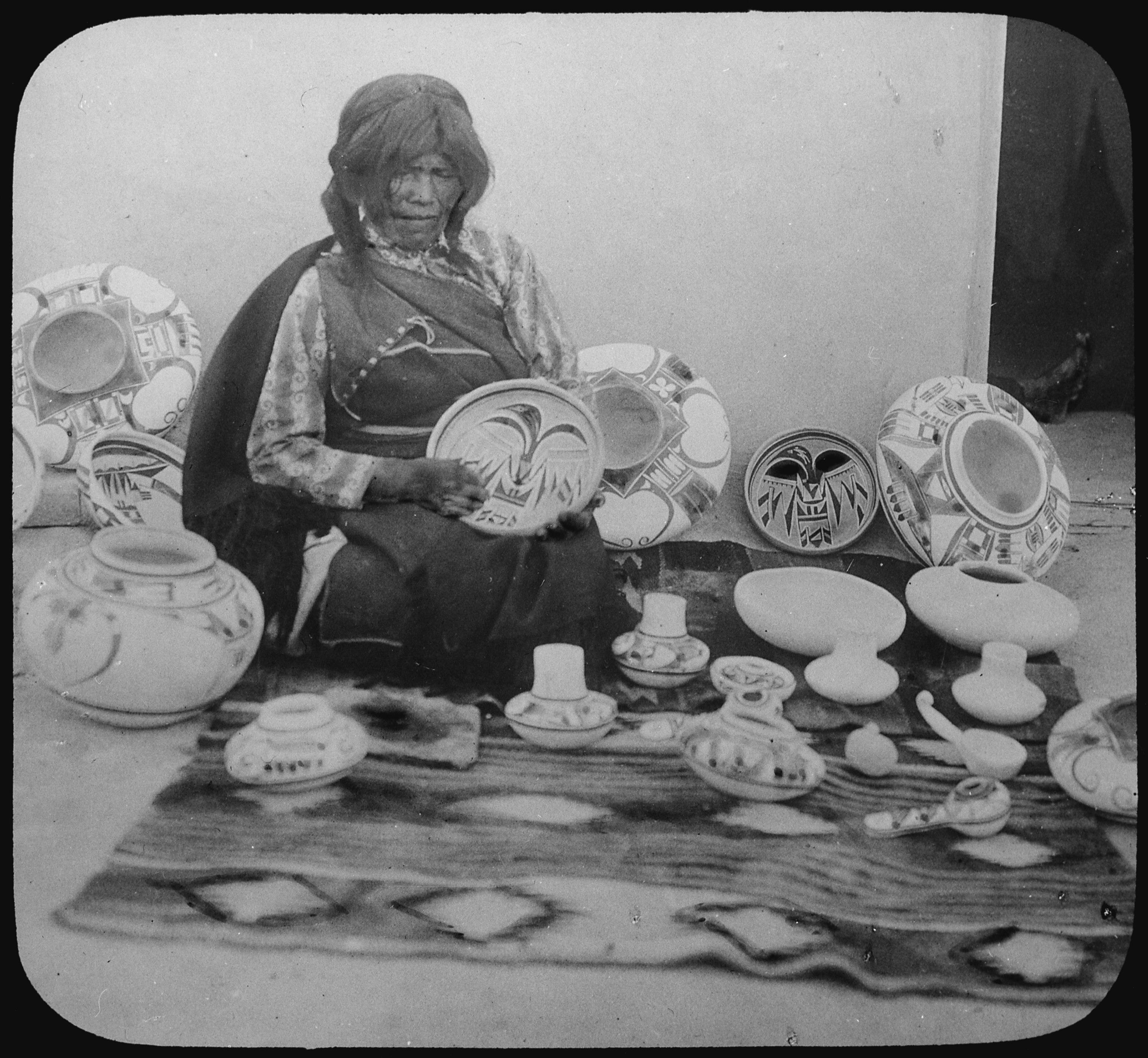
Nampeyo sitzend mit Arbeitsstücken 1900

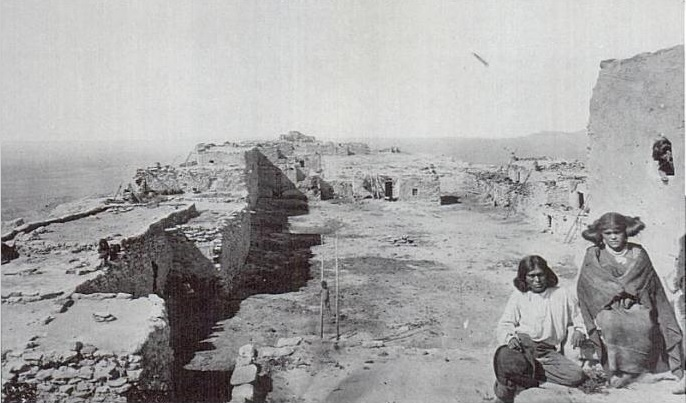
Nampeyo und ihr Bruder Tom Polacca 1875

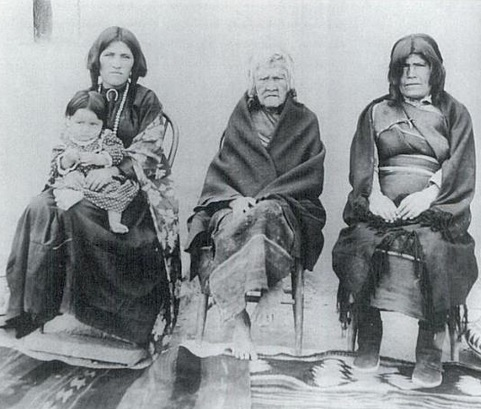
Nampeyo (links mit Tochter) und Familie, 1901

Nampeyo (* 1856 in Hano, Navajo County, Arizona, Vereinigte Staaten; gestorben 1942 ebenda) war eine Töpferin der Hopi-Indianer.

## Leben und Werk
Num-pa-yu, die Schlange, die nicht beißt war der Geburtsname von Nampeyo. Iris Nampeyo war ihr englischer Name. Bekanntheit erlangte die Töpferin unter dem Namen Nampeyo. Sie wurde im Jahre 1856 in einem Hopi-Indianerreservat auf einem Tafelberg am Rande des Painted Desert und des Colorado-Plateaus geboren. Ihr Geburtsort, das Hano Pueblo liegt im Osten der alleinstehenden, trockenen Hochebene First Mesa, zusammen mit den Siedlungen Walpi im Westen und Sichimovi in der Mitte. Der höchste Punkt der First Mesa liegt auf 1800 Meter Höhe über dem Meeresspiegel.
Nampeyo erlernte das Töpfer-Handwerk von ihrer Großmutter, die den gelben Ton ohne Töpferscheibe verarbeitete und mit schwarzen Motiven bemalte. Für das Bemalen wurden Pinsel aus Yucca-Fasern und Naturfarben benutzt. Mit mehreren anderen Hopi-Töpfern stellte sie traditionelle Hopi-Töpferwaren in der Tradition von Jeddito und Awatovi her, die von Leutnant Thomas Keam gehandelt wurden. Schon 1881 konnte sie damit ihren Lebensunterhalt bestreiten.
4 bis 5 km nördlich des Hano Pueblos wurde unter der Leitung von Jesse Walter Fewkes (1850–1930) die Ruine des zwischen 1375 und 1625 bewohnten Pueblos Sikyatki freigelegt. Die in dieser Siedlung gefundenen Töpferarbeiten hatten einen großen Einfluss auf die Arbeit von Nampeyo. Mit ihrem Mann, Lesou/Lesso, der aus Walpi stammte, besuchte sie die Ausgrabungsstätte und war beeindruckt von den vorgefundenen fein gearbeiteten und reich bemalten Töpferwaren. Sie begann die Formen- und Motivvielfalt in ihre eigene Arbeit zu integrieren. Nach 1895 entstand der sogenannte Sikyatki Revival Stil, auch Hopi Revival Pottery genannt.
Im Jahre 1925 ließ Nampeyos Sehkraft nach, bis sie an einem Trachom völlig erblindete. Sie formte weiterhin Töpferwaren, die von ihren Familienangehörigen bemalt wurden. Ihre vier Töchter wurden ebenfalls bekannte Töpferinnen. Nampeyo arbeitete bis zu ihrem Lebensende 1942 mit Ton. Ihr Ehemann starb 1930. Das Paar hatte vier Töchter und einen Sohn. Bekannte Nachkommen sind ihre Tochter Fannie Nampeyo, die Enkelin Elva Nampeyo und die Urenkel Dan Namingha und Dextra Nampeyo Quotskuyva. 2014 fand eine Ausstellung im Museum of Northern Arizona statt, bei der Exponate von Nampeyo und einigen ihrer Nachfahren gezeigt wurden.
Nampeyo hinterließ nichts Schriftliches und sprach ausschließlich Tewa, eine zu der Kiowa-Tano Sprachfamilie gehörende Sprache.

## Fotografische Dokumentation
Nampeyo wurde die bekannteste und meistfotografierte indianische Töpferin. William Henry Jackson fotografierte Nampeyo und die Pueblos zum ersten Mal im Jahre 1875. Es folgten Fotografien von Henry Peabody, Adam Clark Vroman, H.F.Robinson, John Karl Hillers, Tad Nichols, Edward Curtis und Ansel Adams. Ein beliebtes Fotomotiv wurde die Pueblo-Kultur ebenso bei Touristen, die eine Fred Harvey Bustour gebucht hatten, oder individuell mit dem Auto von der nahegelegenen Route 66 abzweigten.

## Ehrungen
- Ein Krater auf dem Planeten Merkur wurde zu ihren Ehren von der Internationalen Astronomischen Union nach ihr benannt.[5]
- Posthum wurde Nampeyo 1986 in die Arizona Women's Hall of Fame aufgenommen.[6]